# POPSENSE
『POPSENSE』（ポップセンス）は、岸田教団&THE明星ロケッツの1枚目のアルバム。2011年6月22日にジェネオン・ユニバーサルより発売された。

## 概要
- 岸田教団&THE明星ロケッツ初となるメジャーでのアルバムである。
- 初回限定盤には、差替えジャケット仕様の歌詞カード11枚が封入されている。
- ジャケットのアートワークはTAQROによるもので、描かれているキャラクターは“ペーパークラフ子”と名付けられている。

## 収録曲
（全編曲：岸田教団&THE明星ロケッツ）
1. ナイトウォッチ
  - 作詞・作曲：岸田
2. ビオトープ
  - 作詞：ichigo / 作曲：岸田
3. 着地点
  - 作詞：ichigo / 作曲：岸田
4. POPSENSE
  - 作詞・作曲：岸田
5. Memory
  - 作詞・作曲：岸田
6. GhostWrites
  - 作詞・作曲：岸田
7. ドロップ
  - 作詞・作曲：岸田
8. ワールド・エンド・エコノミカ
  - 作詞・作曲：岸田

PCゲーム『WORLD END ECONOMiCA episode.01』オープニングテーマ
9. all-around
  - 作詞・作曲：岸田
10. over planet
  - 作詞：ichigo / 作曲：岸田
11. pp
  - 作詞・作曲：ichigo